# 朱京 (外交官)
朱京（？—），男，中华人民共和国外交官，曾任中华人民共和国驻刚果民主共和国特命全权大使。

## 生平
1995年，进入中华人民共和国外交部工作，先后在驻贝宁大使馆、外交部非洲司、驻法国大使馆任职，后任驻法国大使馆参赞。2014年，任外交部欧洲司参赞，后升任外交部欧洲司副司长。2019年11月，出任中华人民共和国驻刚果民主共和国大使。2023年2月，自驻刚果民主共和国大使离任。同年，任驻欧盟使团公使。

## 家庭
已婚，夫人黄采。